# Kdenetwork
kdenetwork は KDE 用に作られたネットワーク関連のアプリケーションを含むパッケージである。

## アプリケーション一覧
kdenetwork には以下に示すアプリケーションがある。
- KDict - DICT プロトコルのグラフィカルクライアント
- KGet - ダウンロードマネージャ
- KNewsTicker - ニュースティッカー
- Kopete - インスタントメッセンジャー
- KPPP - pppd デーモンの KDE によるフロントエンド
- Krdc - KDE リモートデスクトップ接続 (Remote Desktop Connection)
- Krfb - VNC を通じて X11 セッションを共有する簡単な方法を提供する (Remote Frame Buffer)
- KSirc - IRC クライアント